# Neutral Buoyancy Laboratory

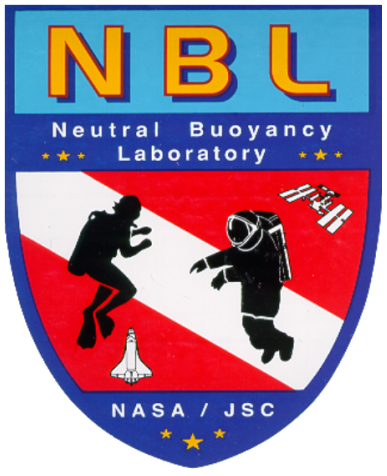

Neutral Buoyancy Laboratory (NBL) (pt: Laboratório de Flutuação Neutra) é uma instalação de treinamento da NASA situada no Sonny Carter Training Facility, no Centro Espacial Lyndon Johnson, em Houston, Texas, Estados Unidos. A instalação consiste numa grande e funda piscina de água onde os astronautas treinam a simulação de gravidade zero para futuras Atividades extra-veiculares no espaço. O NBL contém uma réplica perfeita de módulos e cargas da Estação Espacial Internacional, de veículos que visitam a estação como o japonês H-II, o europeu ATV, o Dragon SpaceX e o Cygnus da Orbital Sciences Corporation. Durante a existência do programa do ônibus espacial, ele também continha uma réplica da área de carga desta espaçonave dentro dele.
O princípio da flutuação neutra é usado para simular a falta de peso no espaço. Primeiro, os astronautas vestidos com seus trajes espaciais, são baixados ao fundo da piscina por uma ponte rolante. Isto feito, eles são ajustados na água com a ajuda de mergulhadores de apoio, de maneira a que sintam um mínimo de flutuação e um movimento de rotação sobre seu centro de massa.
O tanque em si tem 62m de comprimento, 31m de largura e 12,34 m de profundidade, contendo 23,5 milhões de litros de água. Os mergulhadores respiram nitrox enquanto trabalham no tanque junto aos astronautas.

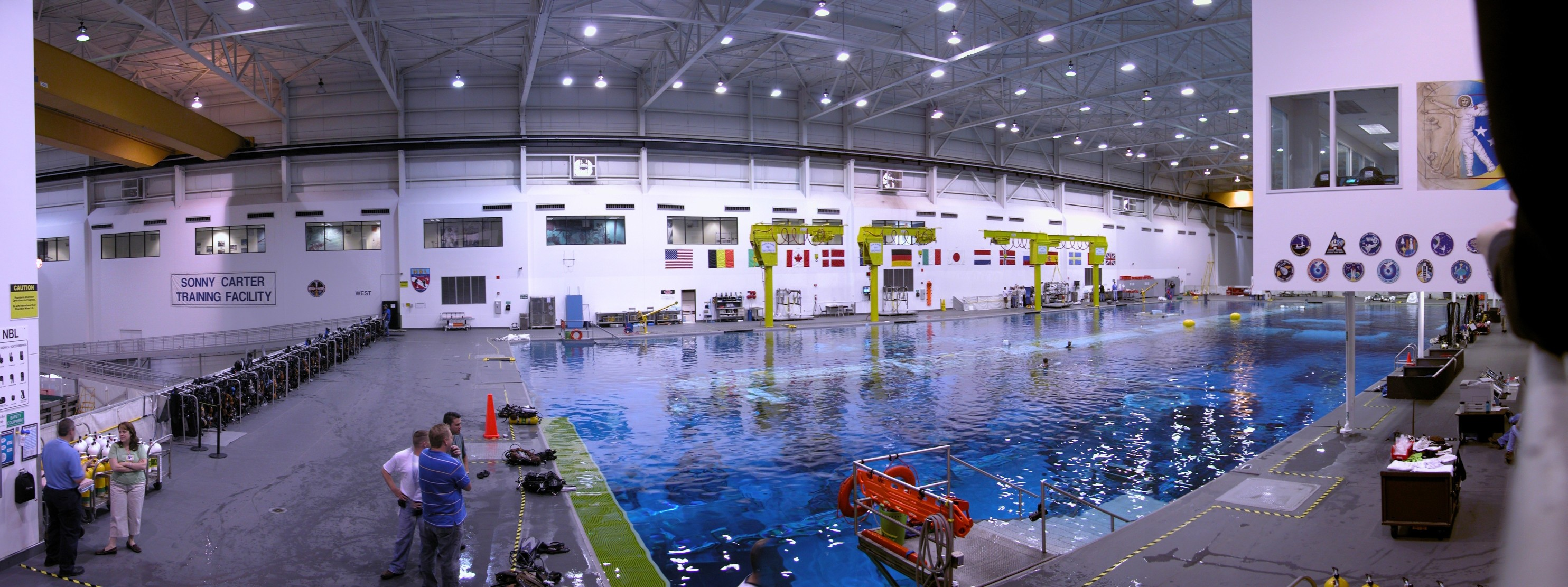
Panorama do NBL.